# Lutjanidae
Lutjanidae är en familj av fiskar. Lutjanidae ingår i ordningen abborrartade fiskar (Perciformes). Enligt Catalogue of Life omfattar familjen Lutjanidae 108 arter.
Arterna förekommer i tropiska och subtropiska havsområden över hela världen. Några familjemedlemmar besöker vikar och floder med bräckt vatten eller sötvatten. De största arterna når en maximallängd av 100 cm. I familjen Lutjanidae hittas främst rovfiskar som jagar andra fiskar och kräftdjur men några arter äter plankton. De vistas nära vattenytan och når sällan ett djup av 450 meter. Olika medlemmar fiskas som matfisk men flera fall av matförgiftning (ciguatera) är kända. Det vetenskapliga namnet är bildat av det malajiska ordet för en fisk av familjen.
Släkten enligt Catalogue of Life:
- Aphareus
- Aprion
- Apsilus
- Etelis
- Hoplopagrus
- Lipocheilus
- Lutjanus
- Macolor
- Ocyurus
- Paracaesio
- Parapristipomoides
- Pinjalo
- Pristipomoides
- Randallichthys
- Rhomboplites
- Symphorichthys
- Symphorus